# اتفاق البلقان

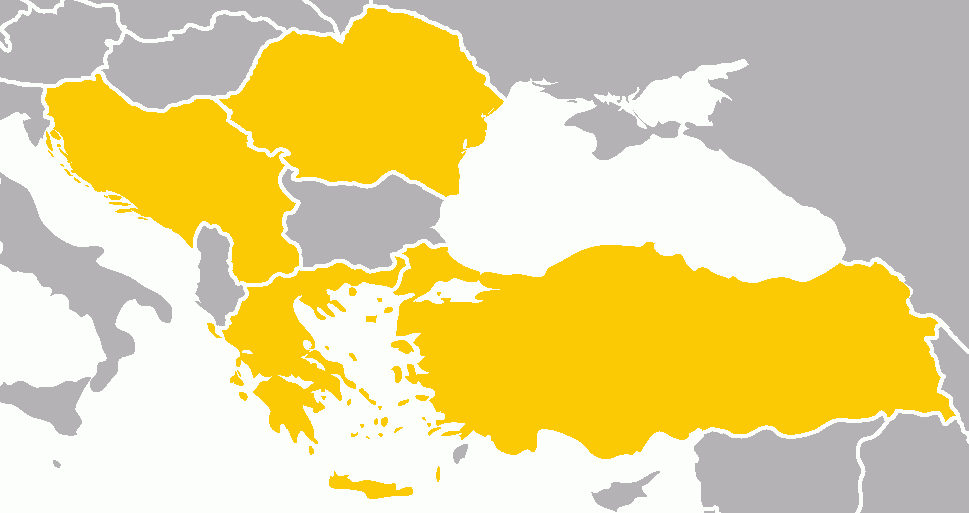
دول الوفاق: يوغوسلافيا واليونان ورومانيا وتركيا

اتفاق البلقان هو معاهدة لتنظيم الحدود بين دول البلقان، وتنظيم وجود الأقليات في هذه البلدان، ومنع اعتداء بلد على آخر.
وقعت على الاتفاق في أثينا كل من اليونان وتركيا ورومانيا ويوغوسلافيا في 9 فبراير 1934. كان الهدف من المعاهدة الإبقاء على الوضع الجيوبوليتيكي الراهن في المنطقة في أعقاب الحرب العالمية الأولى. اتفقت الأطراف الموقعة على الاتفاق على تعليق جميع الخلافات الحدودية بين بعضها البعض وبين جيرانها، وذلك بهدف توحيد الجهود ضد مخططات بلغاريا الرامية إلى التوسع على حساب تلك الدول.
امتنعت بعض دول المنطقة المعنية عن التوقيع على وثيقة الاتفاق، ومنها إيطاليا وألبانيا وبلغاريا والمجر والاتحاد السوفييتي، ووُضع الاتفاق موضع التنفيذ في نفس يوم توقيعه، وأُدرج في سجل معاهدات عصبة الأمم في 1 أكتوبر 1934.

## الموقعون على الاتفاق
وقع على الاتفاق كل من:
- عن يوغوسلافيا: بوغوليوب يفتيتش، وزير الشؤون الخارجية.
- عن اليونان: ديميتريوس ماكسيموس
- عن رومانيا: نيكولاي تيتوليسكو
- عن تركيا: توفيق رشدي آراس